# Pierre Le Coz (écrivain)
Pour les articles homonymes, voir Le Coz.
Pierre Le Coz, né à Fréjus en 1954 dans une famille originaire du Finistère, est un écrivain et essayiste français.
Œuvres principales
- Triptyque sud-Marocain. Taroudannt, Marrakech, Essaouira, 2007.
- Vermeer ou l'action de voir (avec P.-E. Laroche), 2007.
- L'Europe et la profondeur, 2007).
- Traité du Même, 2009.
- L’Empire et le Royaume, 2010.
- Le voyage des morts, 2011.
- Le Secret de la vie, 2012.
- L'Ancien des jours, 2013.
- Le Pays silencieux, 2014.
- « Les Clandestins du jour », éditions du Soupirail, 2017
- « Le Rêveur définitif », éditions du Soupirail, 2019

## Biographie
Pierre Le Coz a fait des études de mathématiques et de philosophie. Sa famille, d'origine bretonne, était partie travailler dans le Sud-Ouest, et il a passé toute sa jeunesse à Toulouse.
Après une existence essentiellement marquée par l’errance, les voyages (nombreux séjours au Maroc) et l’immersion dans l’univers urbain, il vit retiré dans un village de Dordogne, où, selon l’expression convenue, quoique dans son cas parfaitement exacte, « il se consacre entièrement à l’écriture ».

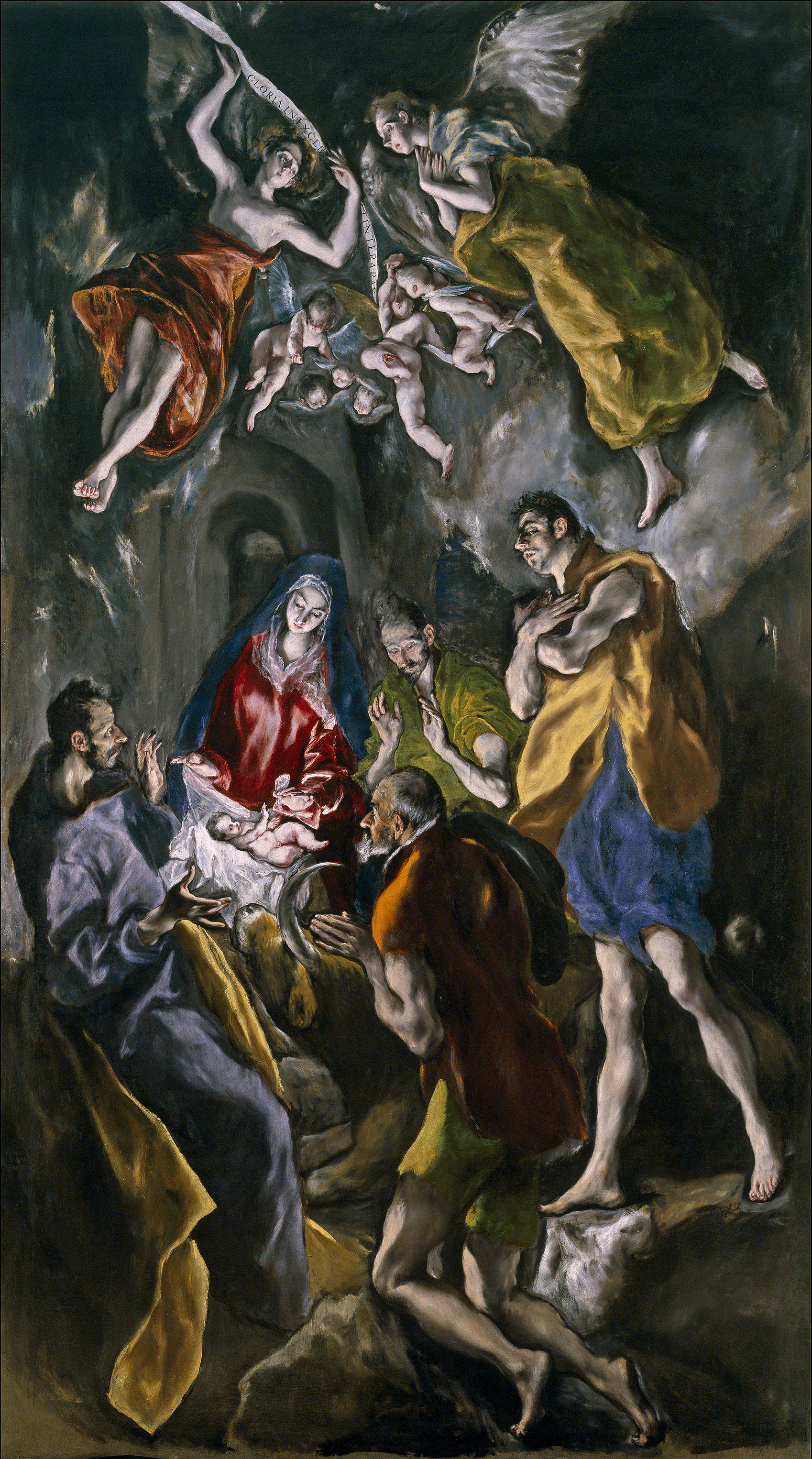
Le Greco, L'Adoration des bergers : sert de couverture au secret de la vie (2012)

Ses premiers textes, des « proses poétiques urbaines », ont paru en 1993 dans La Nouvelle Revue française (Gallimard), dirigée à l(époque par le poète Jacques Réda. Il a publié depuis une trentaine d’ouvrages – fictions, récits de voyage, essais – dont Plein Sud (Arléa, 2001) et L’autre versant du jour (Le Rocher, 2007) qui a obtenu le prix Prométhée de la nouvelle. Il est aussi l’auteur, en collaboration avec le peintre Pierre-Éric Laroche, d’un livre sur Vermeer, Vermeer ou L’action de voir (Bruxelles, La Lettre volée, 2007).
Il se consacre à la rédaction d’une somme, L’Europe et la profondeur, dont neuf volumes ont paru aux Nouvelles Éditions Loubatières :
- L'Europe et la profondeur, 2007
- Traité du même, 2009
- L'empire et le royaume, 2010
- Le voyage des morts, 2011
- Le secret de la vie, 2012[1]
- L'ancien des jours, 2013
- Le pays silencieux, 2014
- L'atelier du silence, 2016
- Veilleur, où en est la nuit ?, 2017

## Œuvres

### Poésies
- Le pays du soir, Multiples-Fondamente, 1991.
- « Chambre haute », NRF, n° 481-482. Rééd. Sables, 1995.
- Le silence des villes, L’Arrière-Pays, 1995.
- La servante claire de l’origine, À chemise ouverte, 1996.
- La fleur d’ivoire du temps, Cadratins, 1999.
- La ville est comme un puits, Voix d’encre, 2000.

### Fictions

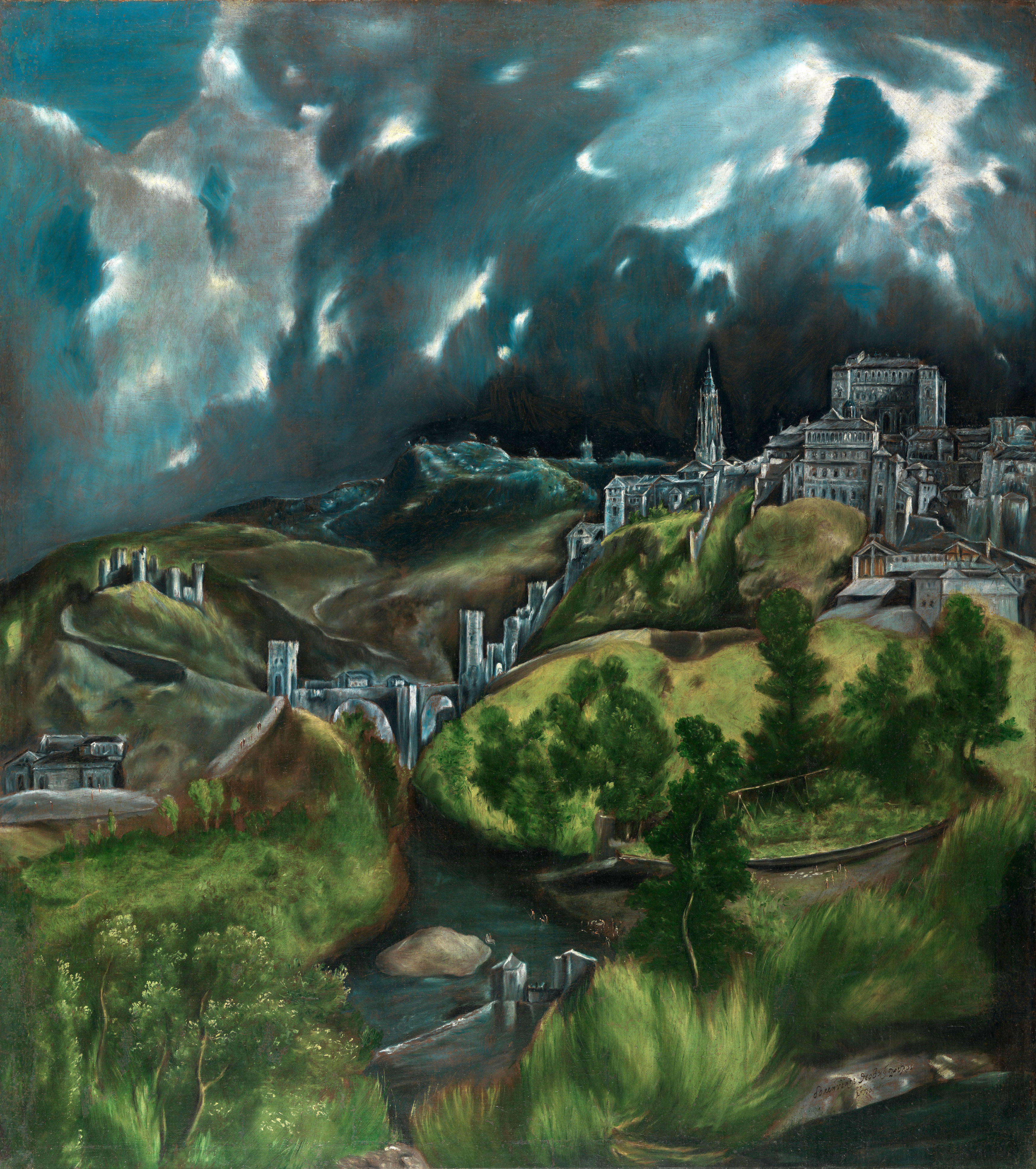
El Greco, Vue de Tolède : sert de couverture à L'autre versant du jour (2007)

- Une ville rose et noire, Fleuve Noir, 1995.
- Plein Sud, Arléa, 2001.
- Toulouse : la chambre et le fleuve, Le Laquet, 2002.
- L’extase au noir, Apogée, 2003.
- La nuit de Jaïsalmer, Le Laquet, 2004.
- La tanière du soleil, Apogée, 2004.
- Le fleuve des morts, Apogée, 2006.
- La saison spirituelle, La Part Commune, 2007.
- Le rêveur de Margeride, La Lauze, 2007.
- L’autre versant du jour, Le Rocher, Prix Prométhée 2007 de la nouvelle.
- Les bords du Monde, Apogée, 2008.
- La ville rouge, La Part Commune, 2008.
- Le nom de la lumière, La Part Commune, 2011.

### Voyages

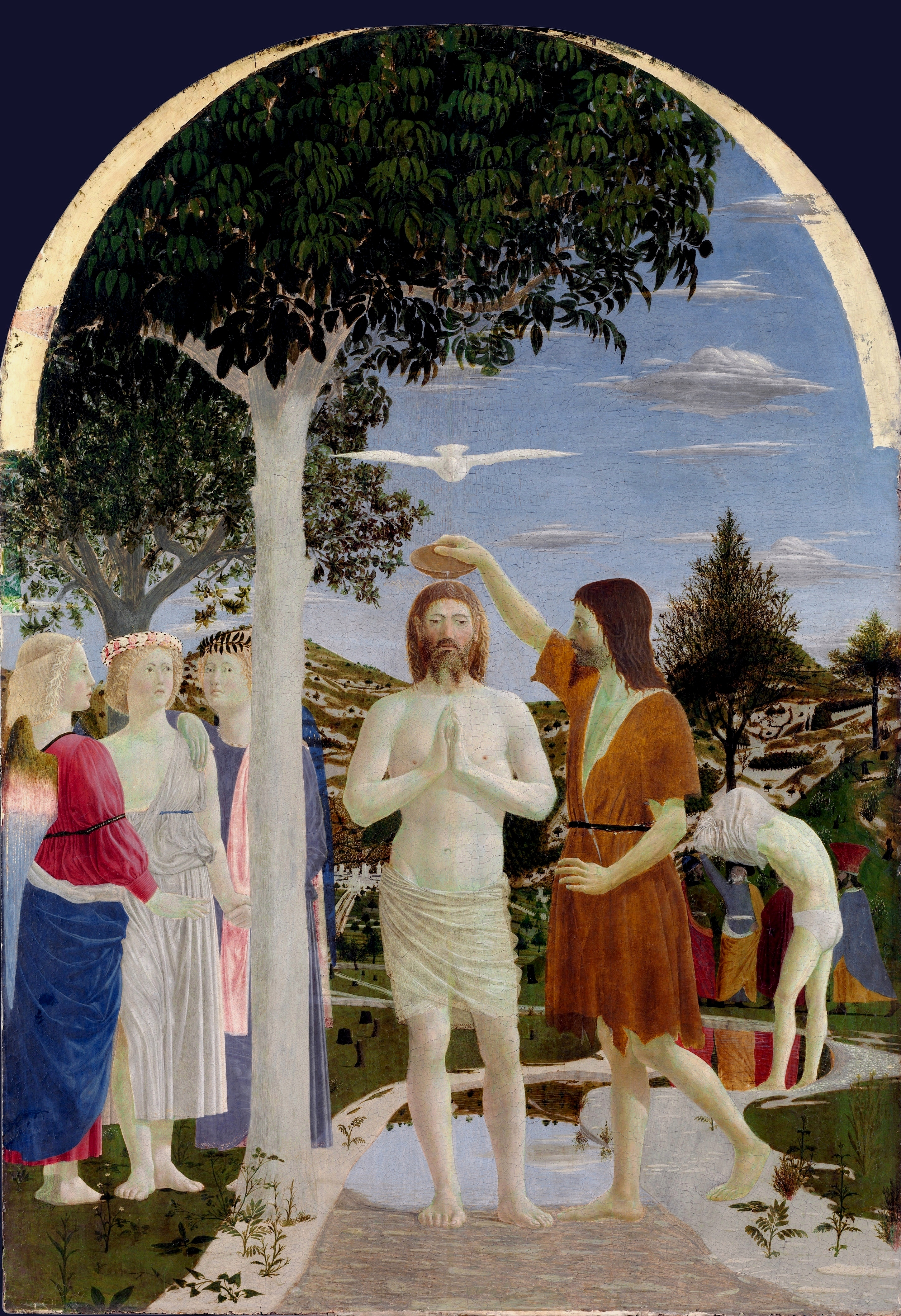
Piero della Francesca, Le baptême du Christ : sert de couverture au traité du même (2009)

- Le piéton de Toulouse, Rando-éditions, 2000, rééd. 2005.
- Les silences de Marrakech, Éditions du Laquet, 2001
- Éternité à Taroudannt, Éditions du Laquet, 2002
- Voyage au cœur du Rouergue, Loubatières, 2003.
- Maroc : cirque de Taghia et hauts plateaux, Les Imaginayres, 2003.
- La nuit de Jaïsalmer, Éditions du Laquet, 2004
- Auvergne : la source de l’espace, Loubatières, 2005.
- Finistère : le royaume d’Occident, La Part Commune, 2006.
- Le piéton de Marrakech, Rando-éditions, 2007.
- Triptyque Sud marocain, Pimientos, 2007.
- Visite en Aveyron, Loubatières, 2007.
- La Ruche, Nicolas Chaudun éditeur, 2007.
- Bordeaux : les miroitements du temps, Pimientos, 2008.

### Essais
- Vermeer ou L’action de voir (en collaboration avec P. E. Laroche), La Lettre Volée, 2007.
- L’Europe et la profondeur, Loubatières, 2007.
- Traité du même, Loubatières, 2009.

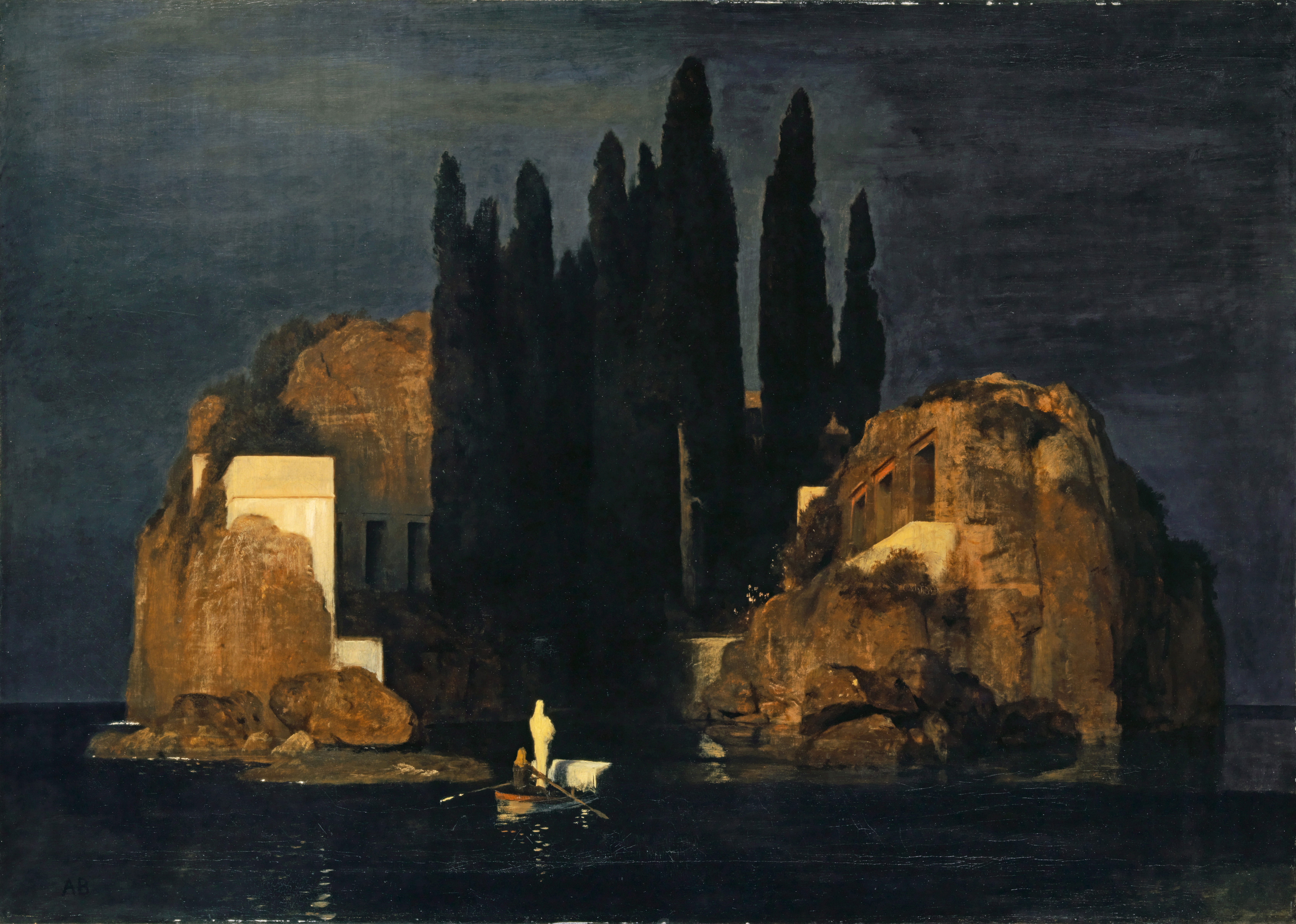
Arnold Böcklin, L'île des morts : sert de couverture au Voyage des morts (2011).

- L’empire et le royaume, Loubatières, 2010.
- Le voyage des morts, Loubatières, 2011.
- Le secret de la vie, Loubatières, 2012.
- L’ancien des jours, Loubatières, 2013[2].
- Le pays silencieux, Loubatières, 2014.
- L'atelier du silence, Loubatières, 2016.
- Veilleur, où en est la nuit ?, Loubatières, 2017.
- Une porte sur l'été, Loubatières, 2018.
- Le Secret de la domination, Loubatières, 2019.
- L'Éternité et après, Loubatières, 2020.
- Le Paradis des orages, Loubatières, 2020.